# Hugo Ball
Hugo Ball (n. 22 februarie 1886, Pirmasens, Germania, d. 14 septembrie 1927, San Abbondio, Elveția) a fost un scriitor care a participat la fondarea curentului Dada din Zürich, reprezentat de Cabaretul Voltaire. S-a alăturat lui Max Reinhardt la Școala acestuia de Arte în 1910, fiind angajat ca regizor. 
Frecventează Café des Westens", cafenea ce devine locul său de întâlnire cu tinerii poeții ca : Johannes R. Becher, Georg Heym, Richard Huelsenbeck, Klabund, și alții. Regizor la teatrul din München în 1913 și colaborator la ziarul « Revoluția »( publicat de către F.S. Bachmair în 1913 ) împreună cu Seewald, J.R. Becher, Erich Mühsam. La puțin timp după izbucnirea războiului el și cu soția sa, Emmy Hennings, emigrează în Suedia. Amândoi s-au angajat imediat – Hugo ca pianist iar Emmy, a devenit cântăreață. 
În februarie 1916 el a fondat Cabaretul Voltaire în Zürich. I-a întâlnit pe Jean Arp, Marcel Iancu, Tristan Tzara și, mai târziu, pe Huelsenbeck și Serner. Intențiile sale față de Cabaretul Voltaire le-a precizat cu cuvintele: « Este necesar să clarific intențiile acestui cabaret. Ținta lui este de a aminti lumii că sunt oameni cu minți independente – dincolo de război și naționalism – care trăiesc pentru diferite idealuri. ». 
A compus poeme muzicale sau „versuri fără cuvinte”. În 1917 el a încetat să mai participe la mișcarea culturală dadaistă. A devenit redactor la ziarul Freie Zeitung în Berna. Mai târziu se va retrage și va locui în Ticino, unde a fost angajat tot ca scriitor.
Din perioada când colabora cu dadaismul i-a rămas o nuvelă nepublicată Tenderenda, der Phantast. Una dintre lucrările sale importante o constituie Die Flucht aus der Zeit"( « Zbor în afara timpului »).
În cultura română l-a influențat pe Nichifor Crainic prin scrierea sa asupra creștinismului bizantin și înfățișarea a trei autorități teologice răsăritene, Ioan Scărarul, Dionisie Areopagitul și Simeon Stâlpnicul.